# Phymatosorus grossus
Phymatosorus grossus är en stensöteväxtart som först beskrevs av Georg Heinrich von Langsdorff och Friedrich Ernst Ludwig Fischer och som fick sitt nu gällande namn av Garth Brownlie.
Phymatosorus grossus ingår i släktet Phymatosorus och familjen Polypodiaceae. Inga underarter finns listade i Catalogue of Life.

## Bildgalleri

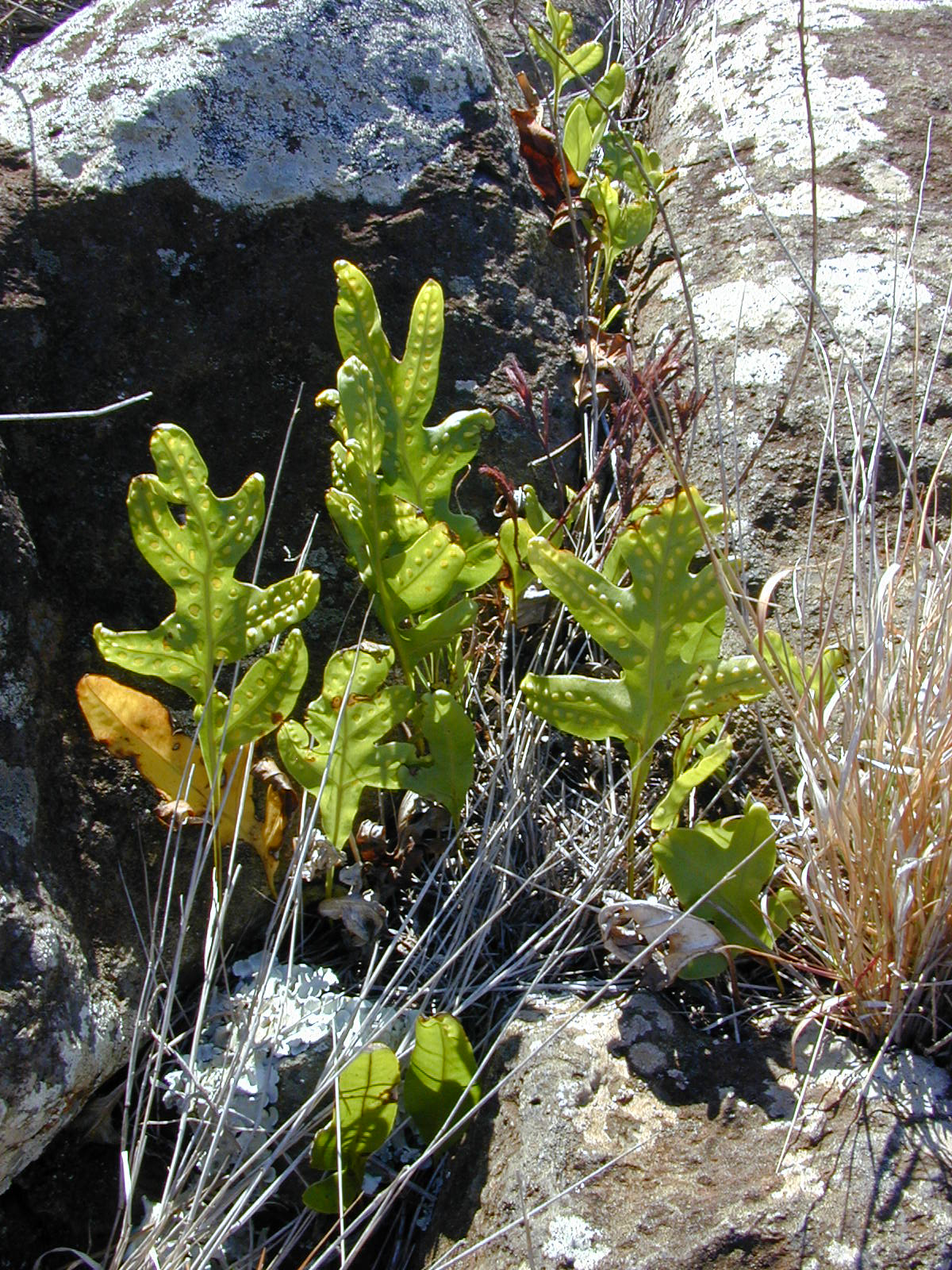
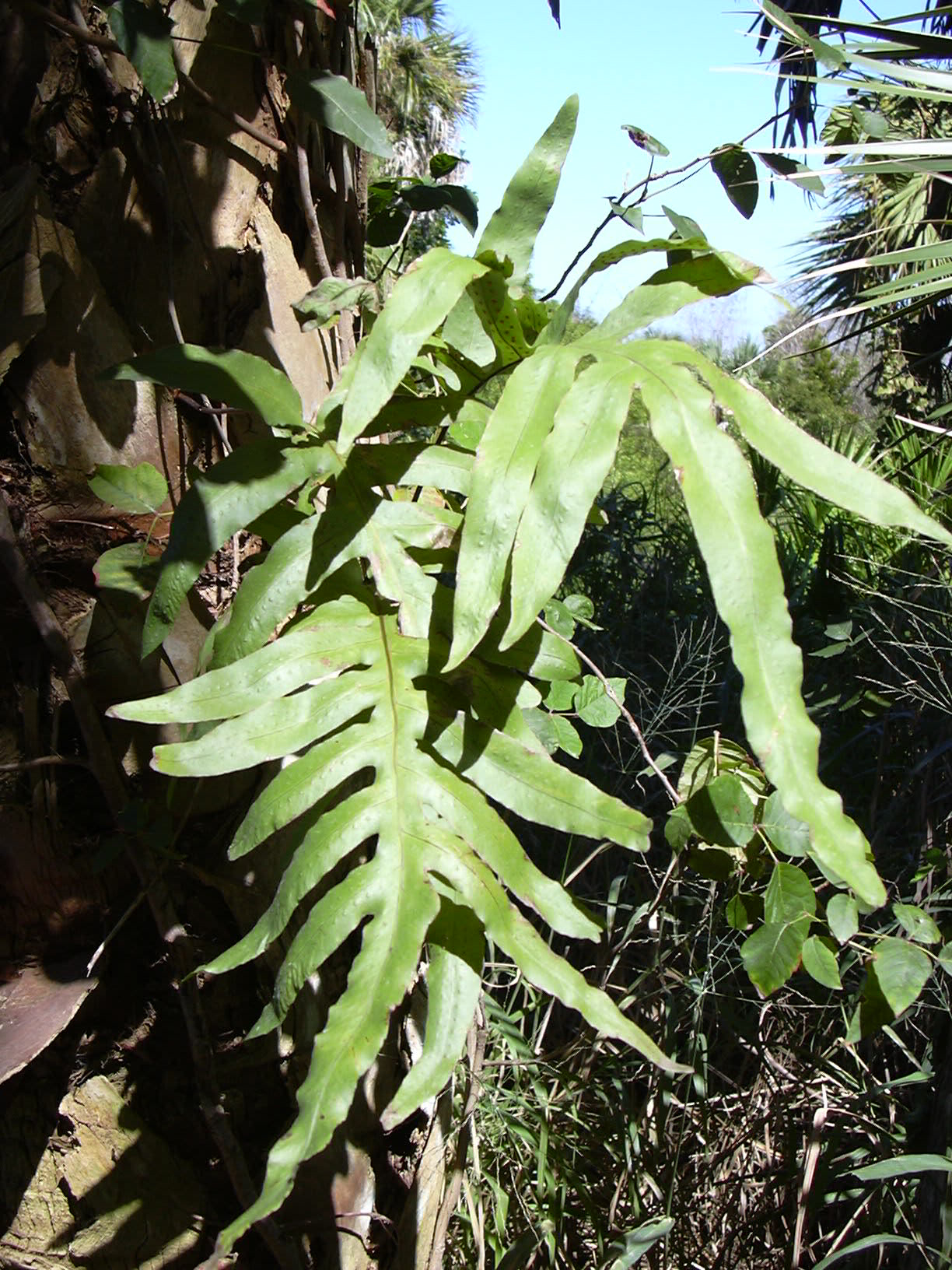
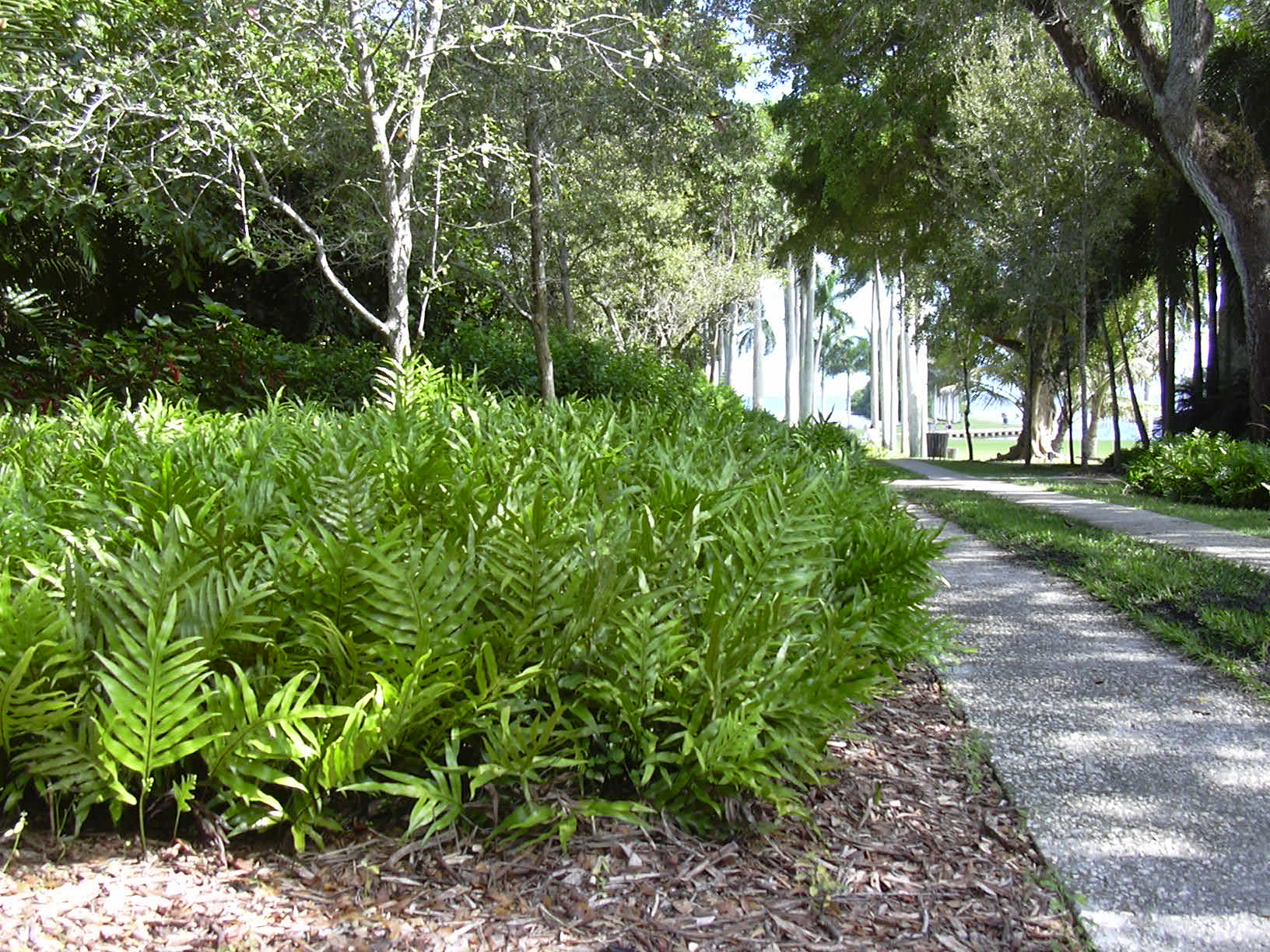
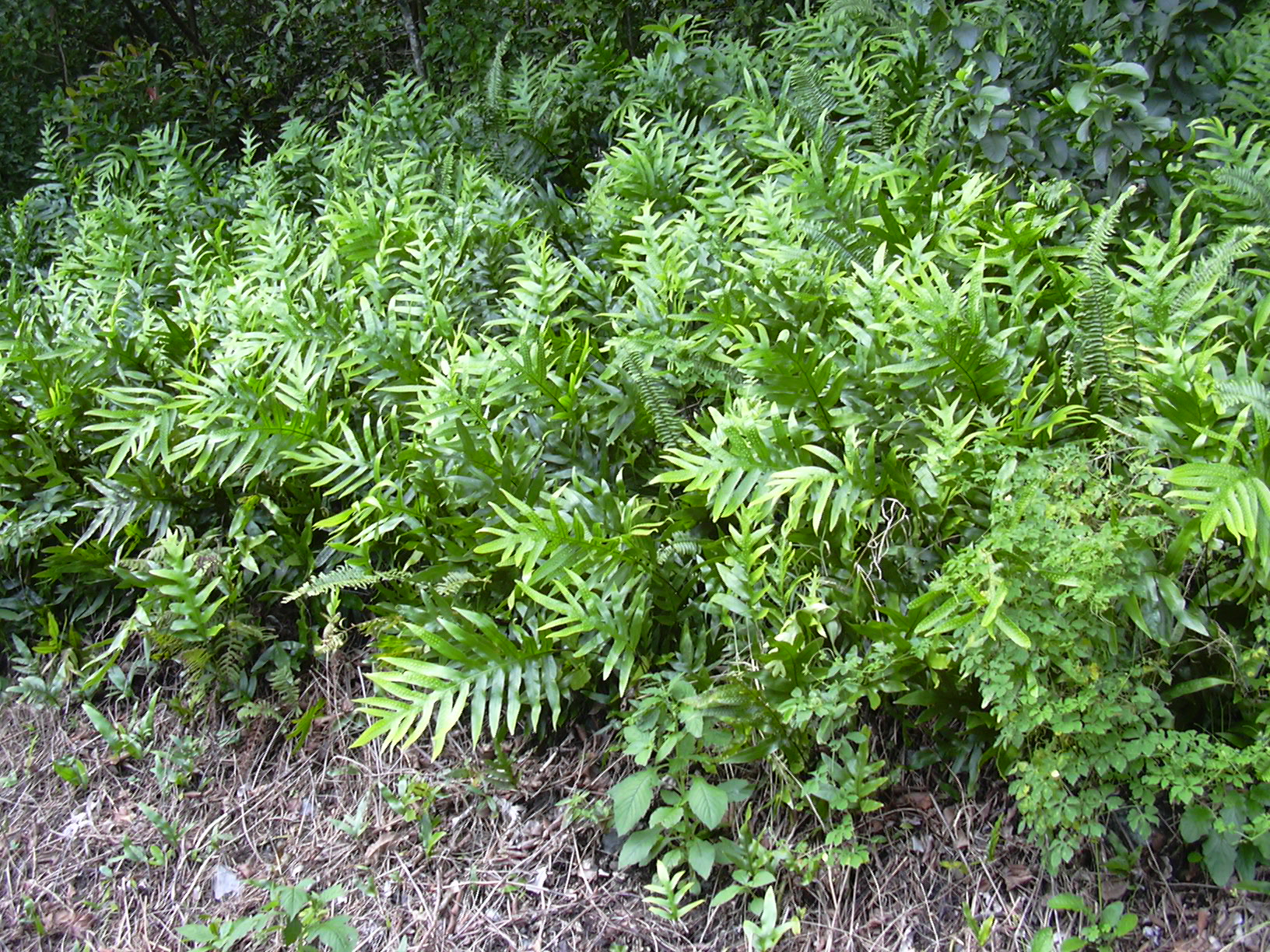
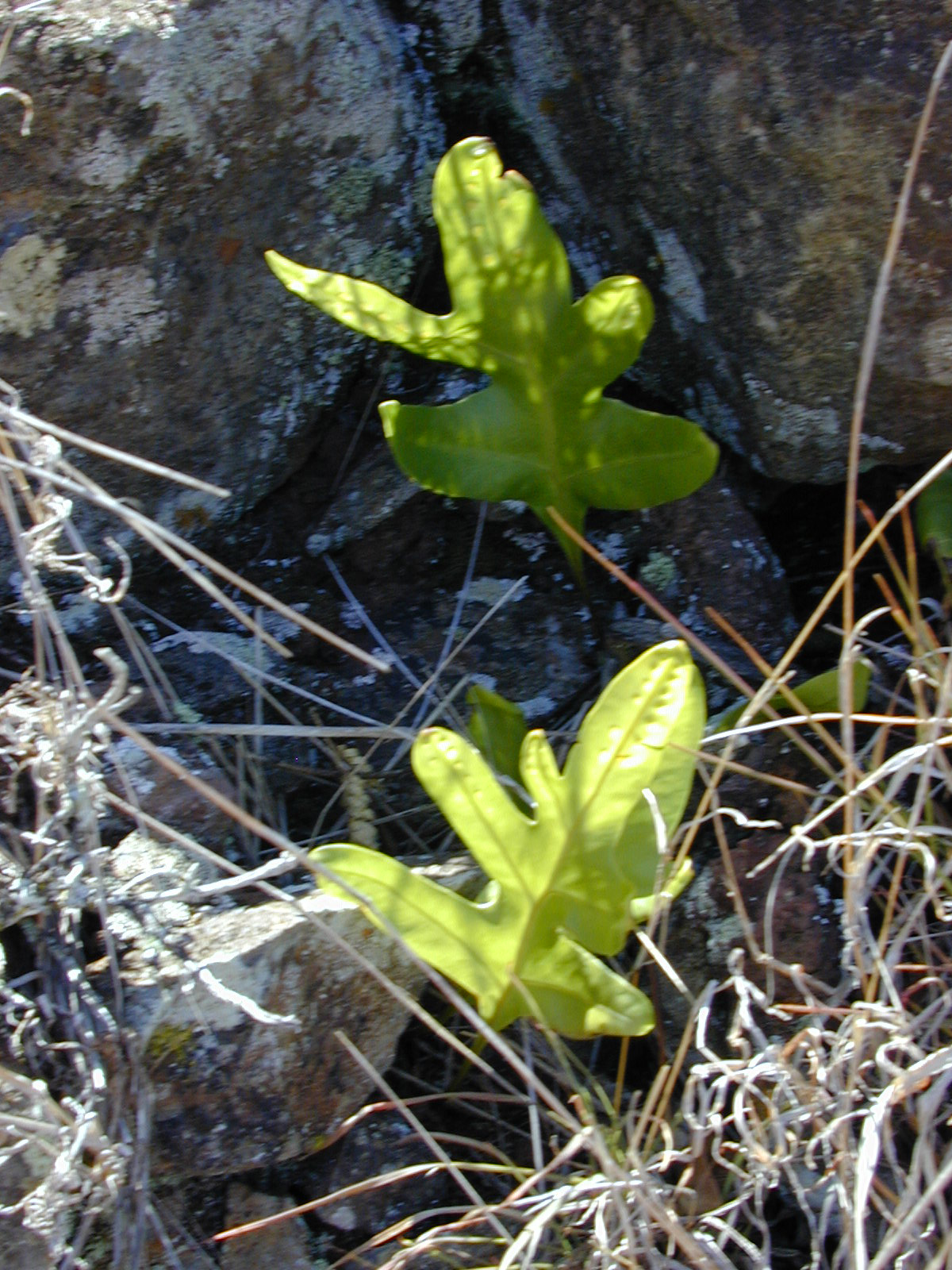
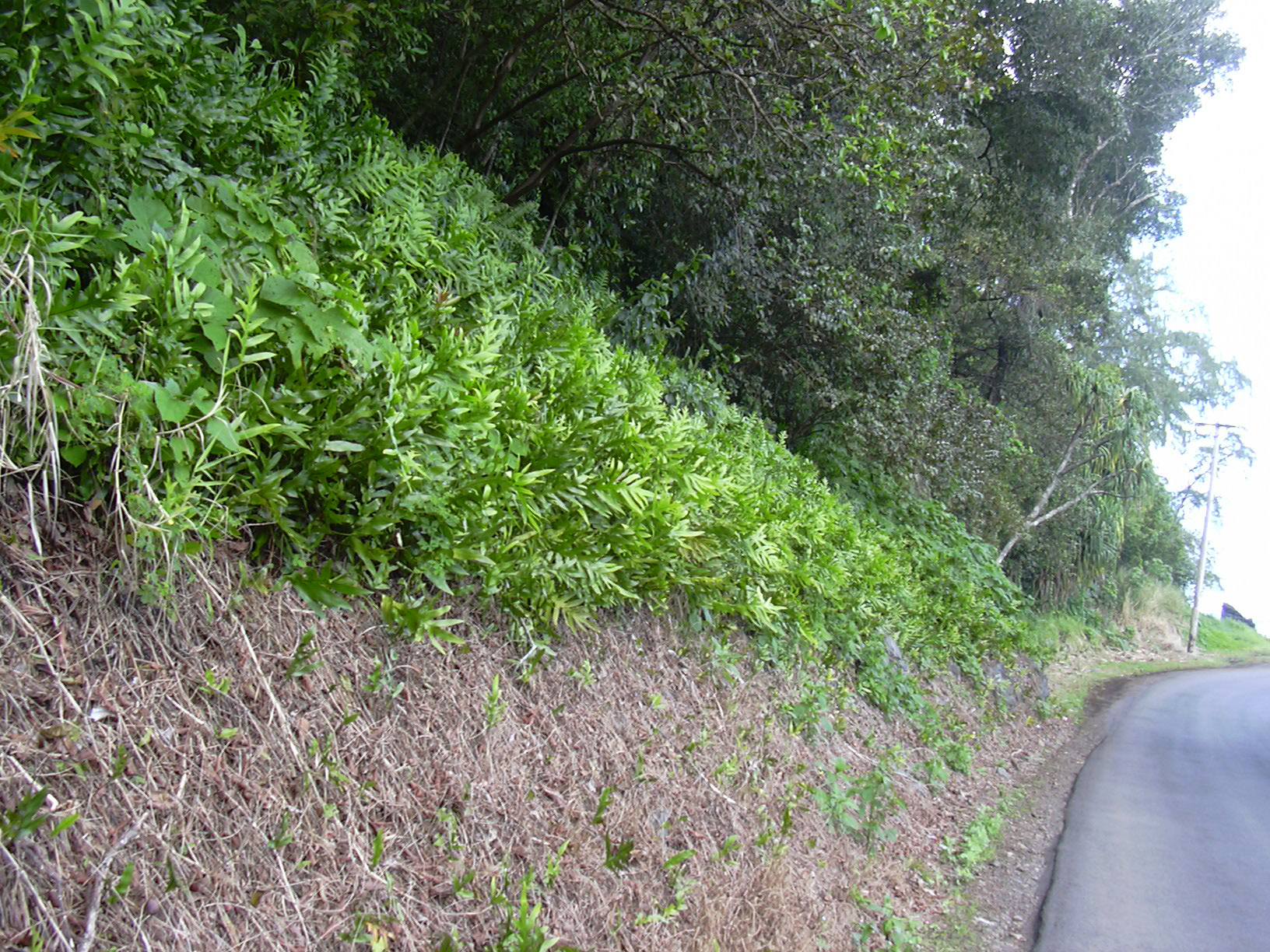